# Luquet
Luquet (en francès Luquet) és un municipi francès situat al departament dels Alts Pirineus i a la regió d'Occitània. Juntament amb Gardèras i Seron forma un enclavament al departament dels Pirineus Atlàntics.

## Demografia
| 1962                                       | 1968 | 1975 | 1982 | 1990 | 1999 | 2007 |
| ------------------------------------------ | ---- | ---- | ---- | ---- | ---- | ---- |
| 205                                        | 220  | 201  | 278  | 296  | 305  | 343  |
| Des de 1962: població sense dobles comptes |      |      |      |      |      |      |

## Administració
| Període   | Identitat     | Partit |
| --------- | ------------- | ------ |
| 2001-2008 | Hubert Mongoy |        |
| 2008-     | Gilles Nogues |        |